# カルロス・ヘラルド
カルロス・ヘラルド（Carlos Hereaud , 1986年2月20日 - ）は、ベネズエラ・カラカス出身の元プロ野球選手（内野手）。

## 来歴・特徴
2005年のMLBドラフト9巡目（全体265位）でミルウォーキー・ブルワーズから指名され入団。
2007年には傘下ルーキー級のアリゾナリーグ・ブルワーズで46試合に出場し、打率.256、2本塁打、23打点、11盗塁の成績を残した。
2009年より独立リーグ・ユナイテッドリーグ・ベースボールに所属するエディンバーグ・ロードランナーズでプレー。チームがノース・アメリカン・リーグに移った2012年までプレーし、この年は95試合に出場し打率.330、7本塁打、58打点、25盗塁の好成績を残している。
また2012年には、2013 ワールド・ベースボール・クラシックのフランス代表に選ばれている。